# Сісур-Майор
Сісур-Майор, Сісур-Нагусія (ісп. Zizur Mayor, баск. Zizur Nagusia) — муніципалітет в Іспанії, у складі автономної спільноти Наварра. Населення — 13 345 осіб (2009).
Муніципалітет розташований на відстані близько 310 км на північний схід від Мадрида, 5 км на південний захід від Памплони.

## Демографія
Динаміка населення (INE ):

## Галерея зображень

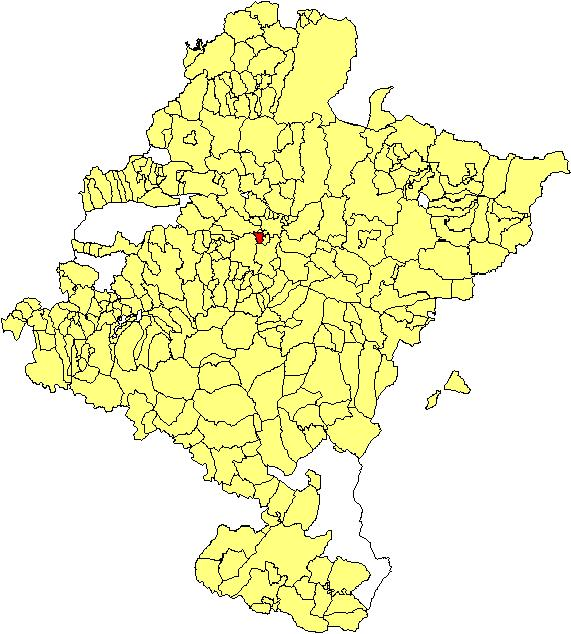
Розташування муніципалітету
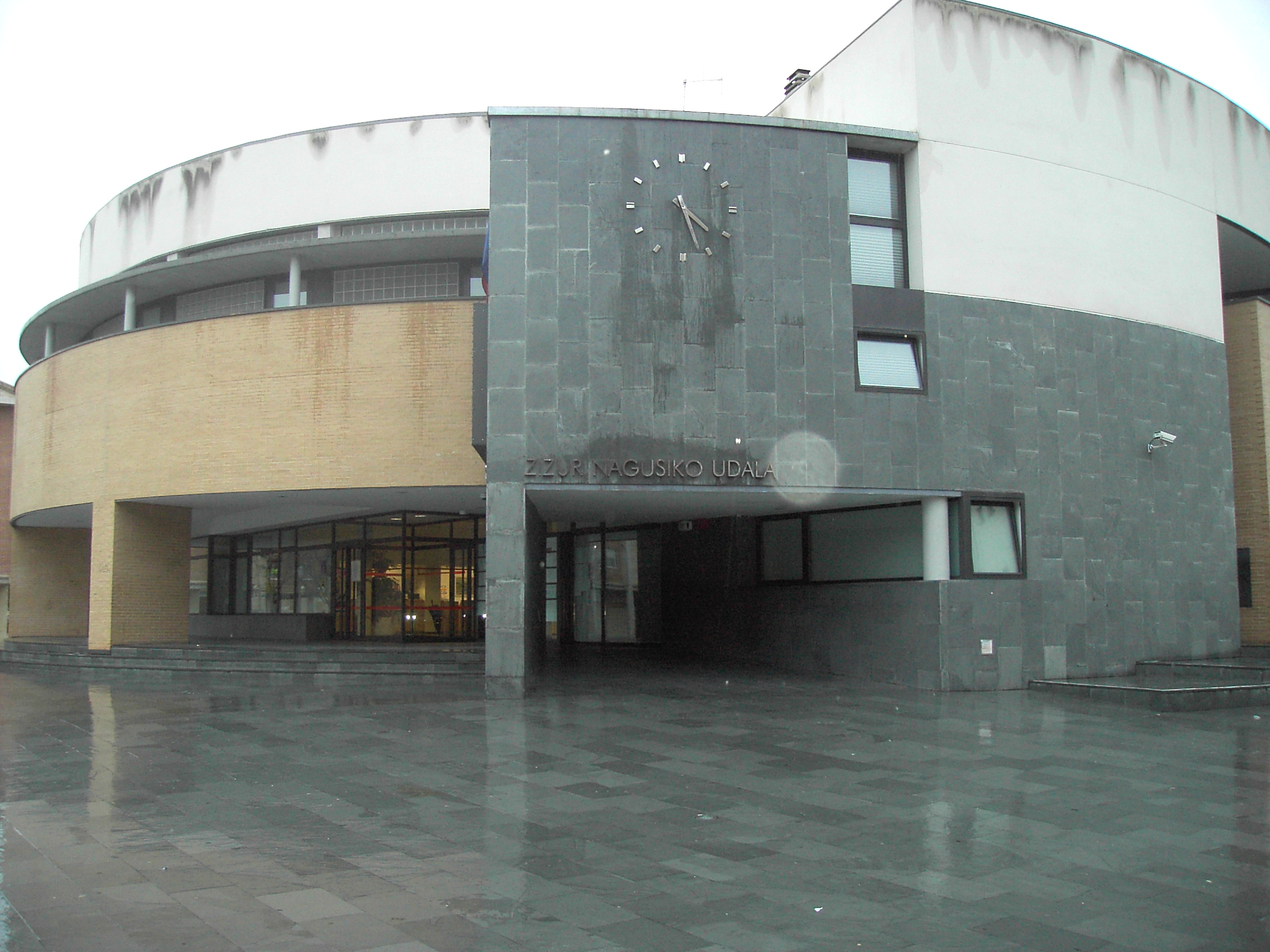
Муніципальна рада